# Station Bytom
Station Bytom is een spoorwegstation in de Poolse plaats Bytom.